# Niebezpieczna kobieta
Niebezpieczna kobieta (ang. A Dangerous Woman) – amerykański melodramat z 1993 roku w reżyserii Stephena Gyllenhaala, wyprodukowany przez wytwórnie Gramercy Pictures i Universal Pictures.

## Fabuła
Film opisuje historię naiwnej młodej kobiety Marthy Horgan (Debra Winger), która po śmierci ojca mieszka ze swoją ciotką Frances (Barbara Hershey). Martha pracuje w miejscowej pralni, jednak nie jest jej łatwo nawiązywać relacje z ludźmi. Pewnej nocy w ganek domu jej ciotki wjeżdża samochodem pijana żona lokalnego polityka Steve’a (John Terry), z którym Frances ma romans. Następnego dnia w ich domu pojawia się złota rączka Colin Mackey (Gabriel Byrne). Mężczyzna z sympatią traktuje Marthę i wkrótce zdobywa jej zaufanie. Między parą rodzi się głębsza więź. Tymczasem oskarżona o kradzież Martha zostaje zwolniona z pracy.

## Obsada
- Debra Winger jako Martha Horgan
- Barbara Hershey jako Frances Beechum
- Gabriel Byrne jako Colin „Mac” Mackey
- Laurie Metcalf jako Anita Bell
- John Terry jako Steve Bell
- Maggie Gyllenhaal jako Patsy Bell
- Jake Gyllenhaal jako Edward
- Chloe Webb jako Birdie
- David Strathairn jako Getso
- Richard Riehle jako John

## Odbiór

### Krytyka
Film Niebezpieczna kobieta spotkał się z mieszaną reakcją krytyków. W serwisie Rotten Tomatoes 50% z dwunastu recenzji filmu jest pozytywne (średnia ocen wyniosła 5,88 na 10)

### Nagrody i nominacje
| Rok  | Miejsce                                | Nagroda    | Kategoria                    | Odbiorcy i nominowani | Wynik     |
| ---- | -------------------------------------- | ---------- | ---------------------------- | --------------------- | --------- |
| 1994 | 51. ceremonia wręczenia Złotych Globów | Złoty Glob | Najlepsza aktorka w dramacie | Debra Winger          | nominacja |